# Subteniente Perín
Subteniente Perín es una localidad del departamento Patiño, en la provincia de Formosa, Argentina.
Se encuentra sobre la RN 95.

## Población
Cuenta con 1,163 habitantes (Indec, 2010), lo que representa un incremento del 31,7% frente a los 883 habitantes (Indec, 2001) del censo anterior.
| Gráfica de evolución demográfica de Subteniente Perín entre 1991 y 2010 |
|                                                                         |
| Fuente: Censos nacionales del INDEC                                     |